# Пін-ван
Пін-ван (кит. трад.: 平王; піньїнь: Ping) — 1-й ван Східної Чжоу, син Ю-вана.

## Правління
Наприкінці правління Ю-вана він відправив свою дружину Шень у заслання, після чого зробив свою наложницю Бао Сі царицею. В результаті батько Шень за підтримки племені цюаньжун поклав край володарюванню Західної Чжоу. Ю був убитий, а Бао Сі ув'язнена. Новим володарем став Пін-ван, син Ю-вана. Приблизно в той же час Цзі Хань, володар Ґо, посадив на трон Се-вана. Таким чином до 750 року до н. е. держава мала двох правителів, поки Се-ван не був убитий.
Пін-ван переніс столицю держави Чжоу до міста Лоян, де започаткував нову династію — Східна Чжоу (період Чуньцю).